# Izaak van Oosten

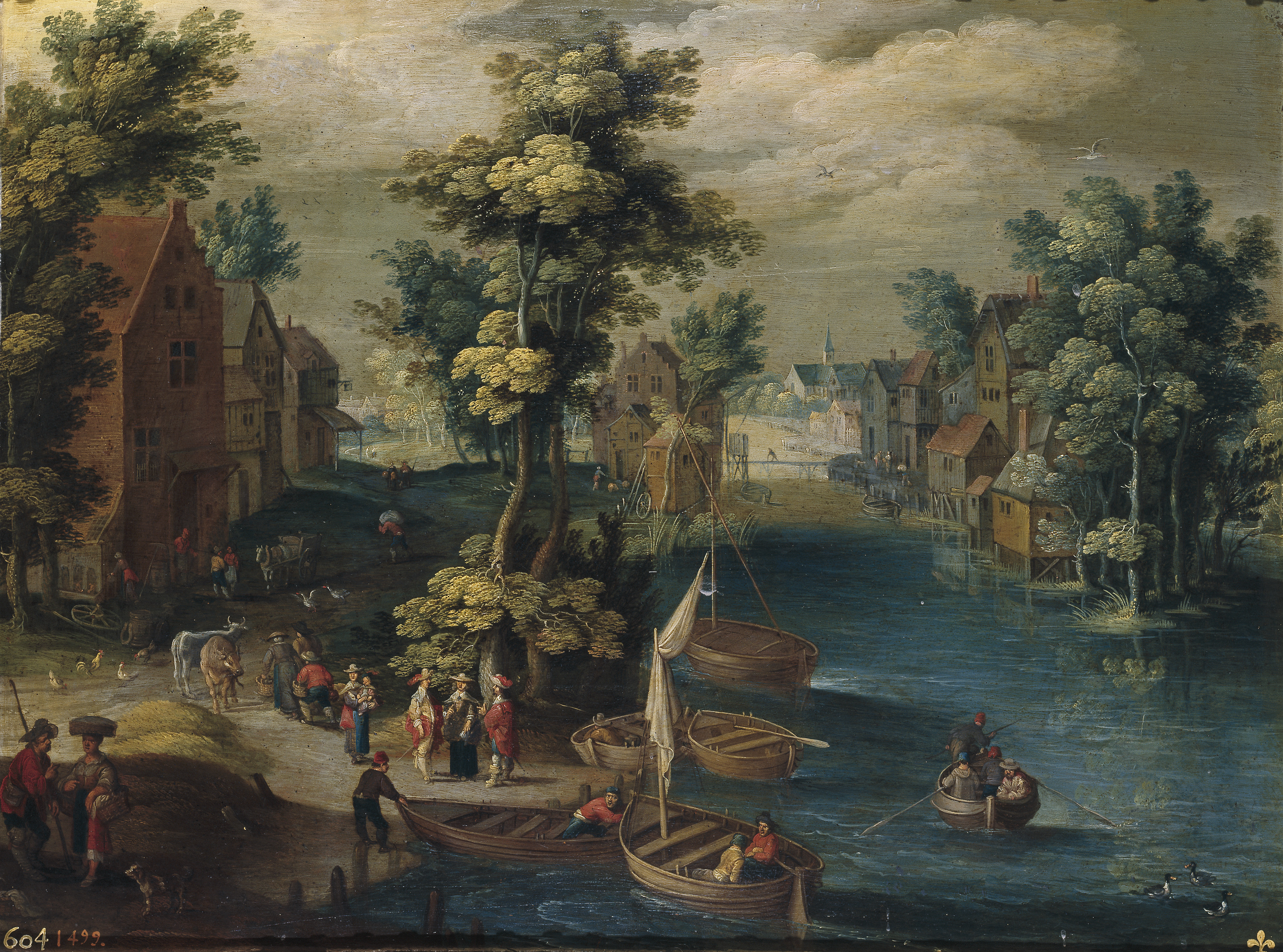
Paisaje con barcas, óleo sobre cobre, 34 x 45 cm, Madrid, Museo del Prado.

Izaak van Oosten (Amberes, 1613-1661) fue un pintor barroco flamenco especializado en la pintura de paisaje.
Pintor de biografía mal conocida y escasas obras conservadas, se manifiesta en ellas estrecho seguidor de Jan Brueghel el Viejo, de quien puede considerarse imitador en fechas avanzadas, a mediados del siglo XVII, pues consta que en 1652 se registró como maestro en el gremio de San Lucas de Amberes. Dos pequeños paisajes sobre lámina de cobre, conservados en el Museo del Prado procedentes de la colección de Isabel de Farnesio, donde se asignaban a Paul Bril, se le han podido atribuir recientemente gracias a la aparición en colección privada de La Haya de una pintura firmada por Oosten, muy semejante a uno de los cobres del Prado que representa un paisaje boscoso con carretas tiradas por caballos. La cercanía a Brueghel, notable en la concepción espacial y en la forma de distribuir a los personajes, se ve reforzada en su pareja, paisaje de aldea con un río y barcas, en el que Oosten imita con alguna variante el Canal en una aldea, una composición de Brueghel actualmente perdida fechada en 1602.